# Oreca

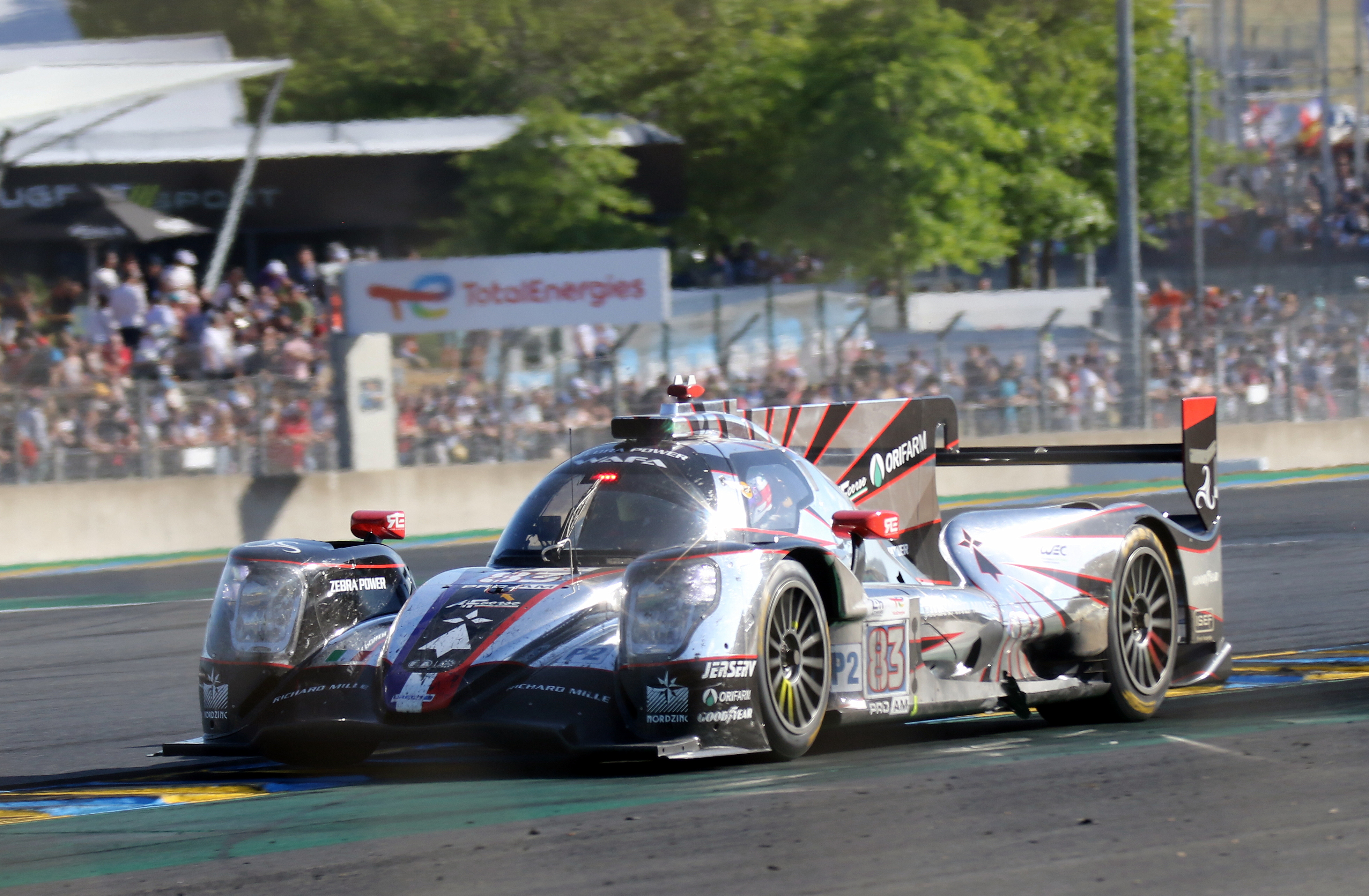
Oreca 07 beim 24-Stunden-Rennen von Le Mans 2022

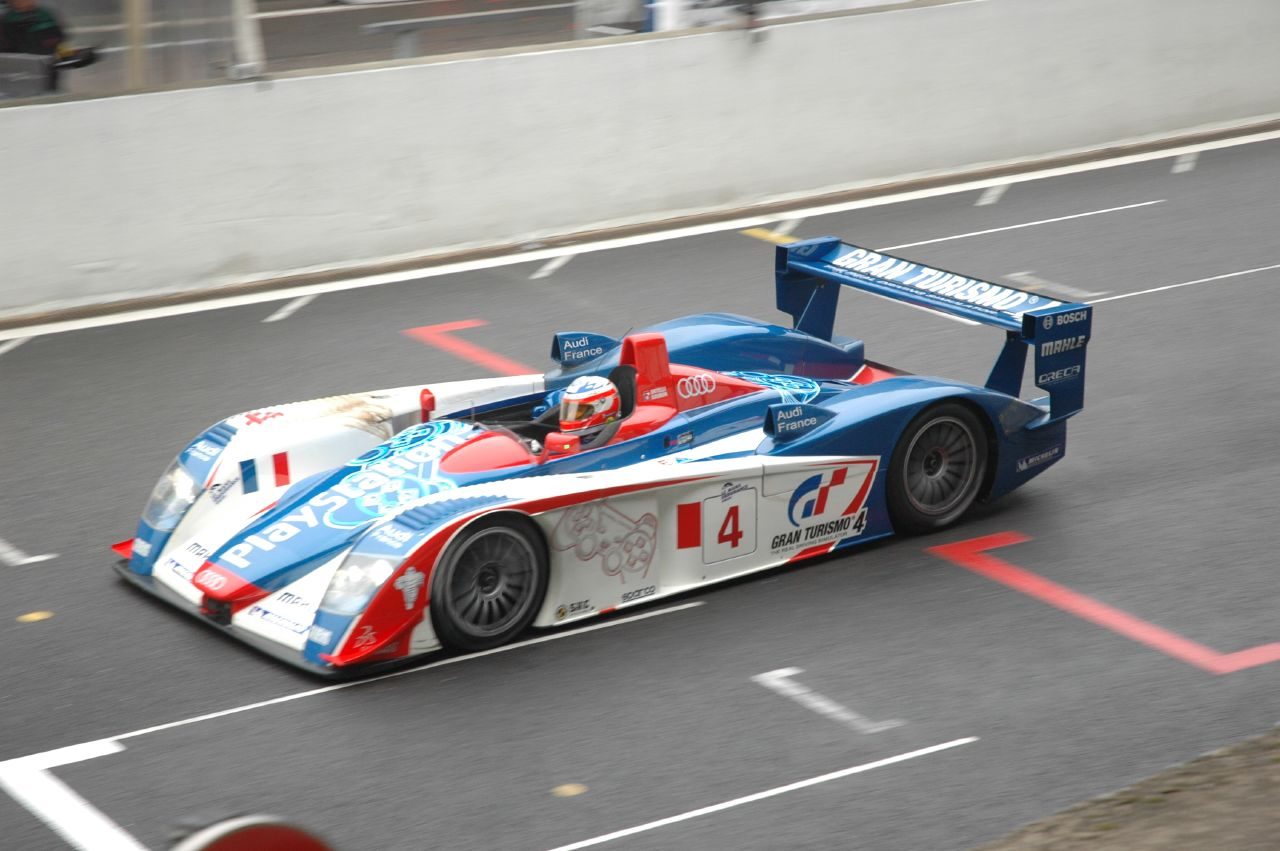
Oreca-Audi R8 in Spa 2005

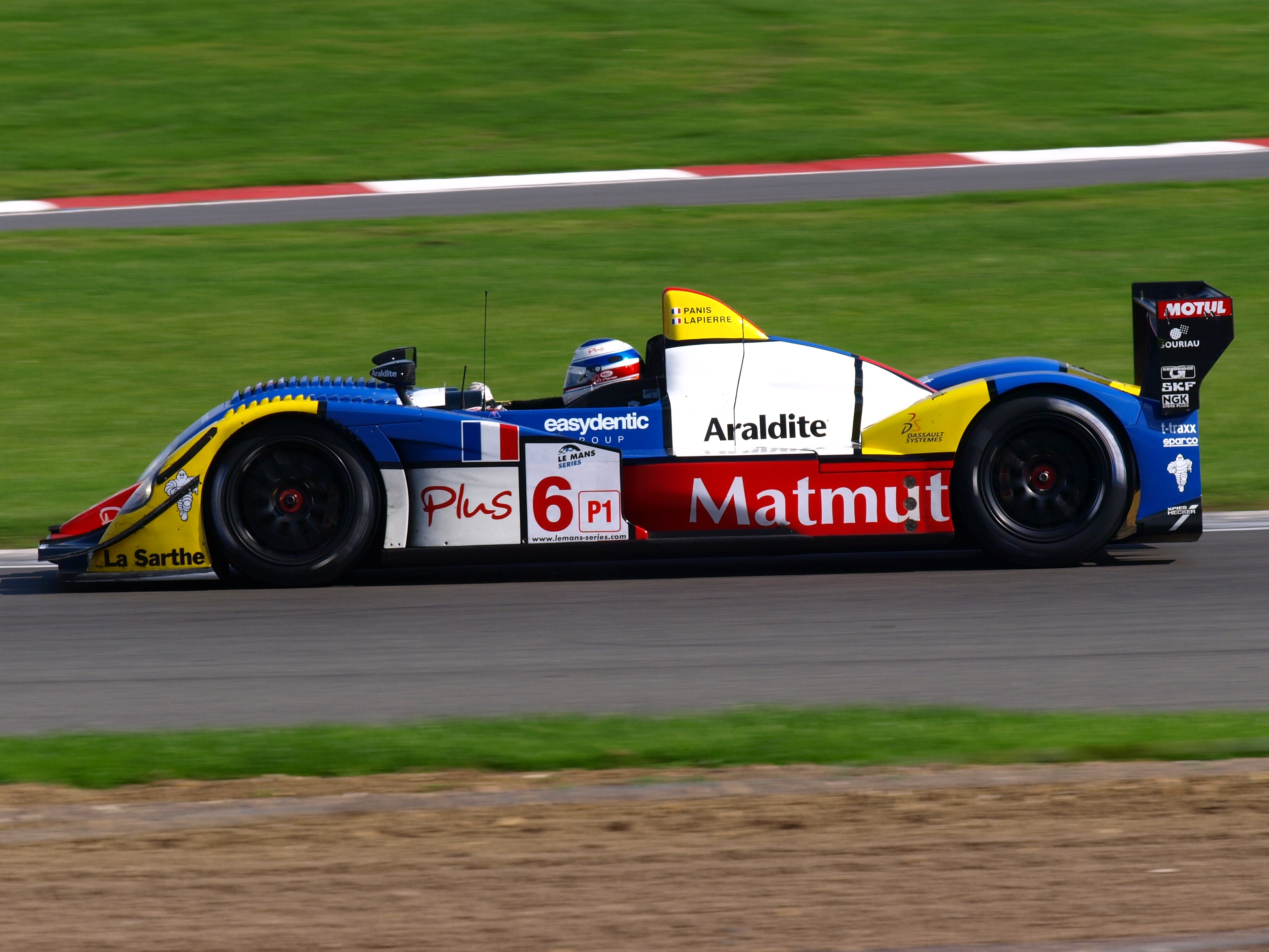
Oreca-Courage LC70 beim 1000-km-Rennen von Silverstone 2008

Oreca (Organisation, Exploitation, Competition Automobile; deutsch Organisation, Nutzung, Wettbewerb, Automobile) ist ein französisches Motorsportteam und Rennwagenhersteller, gegründet 1973 von Hugues de Chaunac. Oreca ist überwiegend im Sportwagenbereich tätig. Zwischen 1984 und 1988 trat das Unternehmen auch in der Formel 2 bzw. deren Nachfolgeserie Formel 3000 an. Teamgründer de Chaunac arbeitete 1990 zudem einige Monate lang für das französische Formel-1-Team AGS.

## Geschichte
Nachdem das Team die ersten Jahre in Paris angesiedelt gewesen war, zog es 1975 in die Nähe der Strecke von Magny-Cours. In diesem Jahr gewann das Team auch den ersten wichtigen Titel in der Formel 2 mit Jacques Laffite. Mit Unterstützung durch wichtige Sponsoren wie Elf und Marlboro führte Oreca viele französische Fahrer in die Formel 1. Das Team gilt als Talentschmiede, die unter anderem Fahrer wie Jacques Laffite, Franck Montagny, Alain Prost, Patrick Tambay, Jean Alesi, Jacky Ickx, Hubert Auriol und Yvan Muller hervorgebracht hat. Es gibt nur wenige Rennsportkategorien, in denen Oreca nicht startete. Sie fuhren unter anderem bei den 24 Stunden von Le Mans und der Rallye Dakar.
1988 zog das Team in den Süden Frankreichs nach Le Castellet an den Circuit Paul Ricard. Hugues de Chaunac gab dem Unternehmen einen neuen Anstoß, indem er seine Aktivitäten ausweitete und weiterentwickelte. Es wurden zwei neue Sektoren gegründet. Der eine war zum Verkauf von Ersatz- und Zubehörteilen und zur Kommerzialisierung von Fahrzeugzubehör und Merchandisingprodukten, die Bezug zu Motorsport hatten, bestimmt. Dieser Bereich wurde schnell zum Marktführer in Frankreich. Der zweite Sektor engagierte sich in der Organisation von Veranstaltungen für Unternehmen oder die Öffentlichkeit.
In der Mitte der 1990er Jahre erreichte Oreca einen Wendepunkt. Das Entwicklungsprojekt für Chrysler mit der Viper GTS-R gab Oreca die Möglichkeit, sich in Richtung High-Tech zu entwickeln. Es wurde eine neue Abteilung für Rennwagenentwicklung gegründet. Diese basiert auf einer Forschungsabteilung für Ersatzteile und Rennwagendesign und einer Produktionsabteilung. Des Weiteren fertigt Oreca auch eine Version der Dodge Viper für die GT3-Klasse sowie für die 2015 ins Leben gerufene Rennserie Danish Supertourisme Turbo alle Silhouettefahrzeuge mit einem einheitlichen 2,0-Liter-Turbomotor.

## Sportwagen
Nach der Übernahme von Courage Compétition arbeiten derzeit über 200 Mitarbeiter an vier verschiedenen Standorten für Oreca, das sich somit von einem Rennteam zu einem Rennsportunternehmen entwickelt hat. Gefertigt wird neben dem Courage LC70 für die LMP1-Klasse auch der Courage LC75 für die LMP2. 2008 wurden zwei dieser LC70 von Oreca selbst in der Le Mans Series eingesetzt.
Aber schon davor war Oreca bei den Prototypen unterwegs. So setzten sie 1977 erstmals einen Renault-Alpine A442 bei den 24 Stunden von Le Mans ein, scheiterte aber dabei, das Rennen zu beenden. Erst 1981 folgte mit einem BMW M1 die nächste Episode in der Sportwagen-WM. Zehn Jahre später, 1991, kehrte Oreca mit Mazda in diese Meisterschaft zurück. Zwei Jahre lang setzten sie Gruppe-C-Fahrzeuge vom Typ Mazda 787 und Mazda MXR-01 ein. 1992 und 1993 folgte ein Abstecher in den Peugeot 905 Spyder Cup.
2000 folgte für Chrysler eine erneute Teilnahme bei den 24 Stunden von Le Mans. Zum Einsatz kam ein Reynard-2KQ-Chassis mit einem Mopar getauften Motor von Chrysler. Im folgenden Jahr wurde mit einem vierten Platz im Gesamtklassement ein achtbarer Erfolg erzielt, nachdem Oreca zu einem Dallara SP1 Chassis gewechselt war. 2002 setzte Oreca das Engagement in Eigenregie fort, allerdings nun mit einem Judd-Motor. Danach ruhte die Sportwagenaktivität bis 2005, als sie für Audi France einen Audi R8 in Le Mans und in der Le Mans Endurance Series einsetzten.
Mit der Übernahme des angeschlagenen Chassishersteller Courage engagierte sich Oreca 2008 nach mehreren Jahren in der GT-Klasse wieder mit Sportwagen in der Le Mans Series. Für die Saison 2008 verwendete Oreca den weiterentwickelten Courage LC70, mit dem die Fahrer Olivier Panis und Nicolas Lapierre beim 1000-km-Rennen von Spa aufs Podium fuhren. Jedoch blieb das gute Ergebnis der einzige Höhepunkt der Saison, zwei weitere Top-7-Platzierung des Schwesterautos bedeuteten sowohl für Panis und Lapierre als auch für Soheil Ayari und Stéphane Ortelli nur Mittelfeldplatzierungen in der Meisterschaft. Trotzdem verkaufte Oreca in der Winterpause mehrere Fahrzeuge an Kundenteams in der Le Mans Series. Darüber hinaus konstruierten sie auf Basis des LC70 einen Sportwagen für die 2009 organisierte Nachwuchsmeisterschaft Formula Le Mans. Zudem wurde beim zweiten Meisterschaftslauf, dem 1000-km-Rennen von Spa-Francorchamps, der weiterentwickelte Wagen Oreca 01 vorgestellt. Beim letzten Lauf der Meisterschaft in Silverstone fuhr der Wagen zum ersten Gesamtsieg. Die beiden erfolgreichen Piloten Oliver Panis und Nicolas Lapierre flogen dann gemeinsam mit Romain Dumas nach Georgia. Neben der Teilnahme am Petit Le Mans präsentierte Oreca dort interessierten Teams das Formula-Le-Mans-Fahrzeug. Zudem wurde in einer Pressekonferenz der IMSA mitgeteilt, dass diese Fahrzeuge ab 2010 in einer eigenen Klasse der American Le Mans Series ausgeschrieben werden.